# Takaishi
Takaishi (japanska: 高石市?, Takaishi-shi) är en stad i Osaka prefektur i Japan. Staden fick stadsrättigheter 1966.